# VVVVVV
VVVVVV er et pusle platform videospil fra 2010, udviklet af Terry Cavanagh.
I spillet kontrollerer spilleren kaptajn Viridian, der skal redde sig rumskib efter en teleporterfejl, der fik dem til at blive sendt ind i Dimension VVVVVV.
Gameplayet er kendetegnet ved spillerens manglende evne til at hoppe, men i stedet for at vælge at kontrollere tyngdekraften, hvilket får spilleren til at falde opad eller nedad.
Spillet består af mere end 400 individuelle niveauer og understøtter også oprettelsen af bruger-oprettede niveauer.